# ماسايوشي ياماشيتا
ماسايوشي ياماشيتا (باليابانية: 山下昌良؛ بالكانا: やました まさよし) هو موسيقي ياباني، ولد في 29 نوفمبر 1961 في أوساكا في اليابان.

## روابط خارجية
- ماسايوشي ياماشيتا على موقع IMDb (الإنجليزية)
- ماسايوشي ياماشيتا على موقع ميوزك برينز (الإنجليزية)
- ماسايوشي ياماشيتا على موقع ديسكوغز (الإنجليزية)